# La Mallette des parents
 (avril 2019).
 (avril 2019).
Si vous disposez d'ouvrages ou d'articles de référence ou si vous connaissez des sites web de qualité traitant du thème abordé ici, merci de compléter l'article en donnant les références utiles à sa vérifiabilité et en les liant à la section « Notes et références ».
 (avril 2019).
La Mallette des parents est un site destiné aux parents et aux professionnels de l’éducation. C’est un espace qui propose des ressources, conseils, outils pour mieux comprendre l’École et ses enjeux ainsi que renforcer le lien entre les différents acteurs de la réussite scolaire de chaque enfant.
C’est un projet lancé en 2008 au sein de l’académie de Créteil lorsque Jean-Michel Blanquer occupait le poste de recteur, il s’est peu à peu développé à travers d’autres académies pour le tester et le rendre optimal et est depuis la rentrée 2018 accessible aux parents ayant des enfants scolarisés en maternelle, primaire et collège.

## Historique du dispositif
La circulaire d’août 2006 des services départementaux de l’Éducation nationale donnait des recommandations concernant l’implication des parents à l’école.
À la suite de cela, le recteur de l’académie de Créteil depuis 2007, Jean-Michel Blanquer lance le projet d’expérimentation La mallette des parents dans son académie. Il s’agit alors d’un dispositif mis en place de 2008 à 2009 dans une quarantaine de collèges, majoritairement en Zone d’Éducation Prioritaire. Et permet la mise en place de trois réunions-débats réunissant 400 parents d’élèves de sixième et des acteurs du collège. Puis à partir de janvier 2009, de formations de « coaching » réunissant une quinzaine de parents et des professionnels de la formation continue.
En 2010 le ministre de l’Éducation nationale Luc Chatel et le ministre de la Jeunesse et des Solidarités actives Marc-Philippe Daubresse ont étendu La mallette des parents à 1 300 collèges à la rentrée scolaire de septembre 2010. Il s’agit toujours de l’organisation de trois ateliers-débats avec les parents d’enfants de sixième et des outils sont fournis comme support aux interventions des animateurs des réunions. 
Entre 2010 et 2011, une expérimentation similaire est lancée dans l’académie de Versailles pour les parents d’élèves de troisième et dont la thématique porte principalement sur les questions d’orientation. Puis en 2011-2012, c’est l’école primaire qui expérimente La mallette des parents dans des classes de CP. Petit à petit, La mallette des parents s’ouvre dans d’autres écoles et à d’autres niveaux, comme en maternelle en 2014 dans l’académie de Montpellier.
En 2016, le site « Mallette des parents » ouvre, on y trouve alors en libre téléchargement les supports pour les classes de CP et de sixième, ainsi que des ressources pour accompagner les équipes à repenser les conditions du dialogue et de la coopération entre l’école et les parents.
A la rentrée 2018 le site est actualisé, il est alors ouvert à tous les parents ayant des enfants en maternelle, primaire et collège. Il propose deux espaces, l’un pour les parents et le second pour les professionnels de l’éducation. Le premier donne les grandes étapes de la scolarité d’un enfant de la maternelle au collège et le second pour les professionnels les outils et supports pour organiser des temps de rencontre réguliers avec les parents ainsi que les méthodes pour les aider à construire une relation de confiance avec les parents.

## Objectifs du dispositif
La mallette des parents a comme objectif, principal de renforcer les liens entre parents et acteurs de l’éducation scolaire de leurs enfants. Et est censée donner les outils et les clefs nécessaires pour que tous les parents et écoliers puissent mieux comprendre les enjeux de l’école, l’organisation de l’école, le rôle de chaque interlocuteur, le déroulement des apprentissages, les connaissances à acquérir, les grandes étapes du suivi médical des enfants.
Pensée en complément de rencontres régulières avec les équipes éducatives, la mallette a pour objectif de réduire les inégalités d’implication des familles dans la scolarité qui est un facteur important de réussite des enfants.

## Résultats du dispositif
A ce jour[évasif] il n’y a pas d’enquête permettant de dire si les objectifs de la dernière version du dispositif sont atteints.
En revanche à la création du projet, l’école d’économie de Paris a effectué un rapport pour le Haut-commissaire à la Jeunesse. Ce dernier propose une évaluation du programme d’expérimentation de 2008-2009 et souligne les effets positifs du dispositif, qui aura permis une augmentation de l’implication des parents volontaires ce qui se répercutera auprès de leurs enfants à la maison. Ces parents ont également une meilleure connaissance et perception du collège. Et les élèves un meilleur comportement, avec moins d’absentéisme, d’exclusions et d’avertissements aux conseils de classe. Et ces améliorations étaient aussi visibles chez les enfants de parents non-volontaires, grâce à l’influence de leurs camarades.

### Critiques
Selon Séverine Kakpo, maîtresse de Conférence à l’Université Paris 8, le dispositif aurait des effets pervers. Impliquer les parents peu diplômés serait contre-productif, puisque lors des devoirs ces derniers se concentreront plus sur la forme que le fond et dans un état d’esprit tendu ce qui éloignerait encore plus les enfants de l’enseignement. Le tout en leur transmettant de mauvaises méthodes. Pour elle, La mallette des parents « ne résorbera pas les inégalités scolaires ».